# ムーン・ブラッドグッド
コリナ・ムーン・ブラッドグッド（Korinna Moon Bloodgood, 1975年9月20日 - ）は、アメリカ合衆国の女優、モデル。映画『ターミネーター4』のブレア・ウィリアムズ役、TNTのテレビシリーズ『フォーリング スカイズ』のアン・グラス役などで知られる。

## 生い立ち
カリフォルニア州アナハイムで生まれる。父親はオランダ・アイルランド系アメリカ人、母親は韓国系アメリカ人である。

## キャリア
17歳の頃にレイカー・ガールズの一員となる。
2005年に『マクシマム』誌の「ホット100」で99位となった。2006年には53位、2007年位は40位、2009年に20位と順位を上げた 。
2006年から2007年にテレビシリーズ『デイ・ブレイク』にリタ役でレギュラー出演した。また2007年にはテレビシリーズ『ジャーニーマン 時空を越えた赤い糸』でリヴィア・ビール役を務めた。
2009年2月公開の映画『ストリートファイター ザ・レジェンド・オブ・チュンリー』ではマヤ・スニー役で出演した。同年には『ターミネーター』シリーズの4作目『ターミネーター4』とそれを原作としたコンピュータゲーム、さらにその前日譚となる短編シリーズ『Terminator Salvation: The Machinima Series』に出演した。また『バーン・ノーティス 元スパイの逆襲』の第3シーズンにミシェル・パクソン役で複数回出演した。
2011年からはスティーヴン・スピルバーグが製作総指揮したTNTのSFシリーズ『フォーリング スカイズ』にアン・グラス役で出演している。

## フィルモグラフィ

### 映画

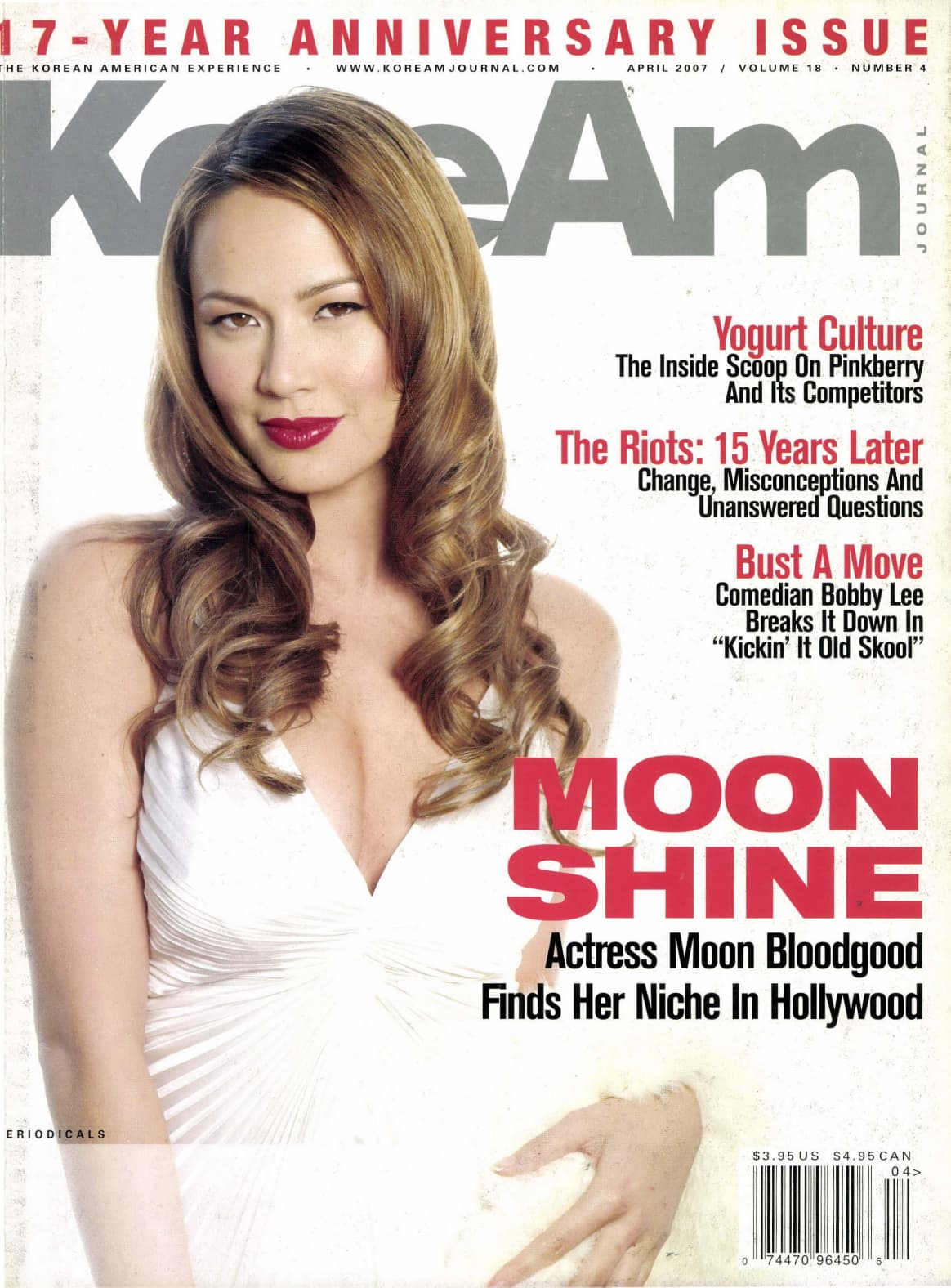
『KoreAm』の2007年4月号のカバーにて。

| 年   | 作品                                                                                        | 役名                 | 備考 |
| ---- | ------------------------------------------------------------------------------------------- | -------------------- | ---- |
| 2004 | アイドルとデートする方法 Win a Date with Tad Hamilton!                                      | Gorgeous Woman       |      |
| 2005 | 最後に恋に勝つルール A Lot Like Love                                                        | ブリジット           |      |
| 2006 | 南極物語 Eight Below                                                                        | ケイティ             |      |
| 2007 | レジェンド・オブ・ウォーリアー 反逆の勇者 Pathfinder                                        | スターファイアー     |      |
| 2008 | トラブル・イン・ハリウッド What Just Happened                                               | ローラ               |      |
| 2009 | ストリートファイター ザ・レジェンド・オブ・チュンリー Street Fighter: The Legend of Chun-Li | マヤ・スニー         |      |
| 2009 | ターミネーター4 Terminator Salvation                                                        | ブレア・ウィリアムズ |      |
| 2010 | ファースター 怒りの銃弾 Faster                                                              | マリーナ             |      |
| 2010 | Bedrooms                                                                                    | ベス                 |      |
| 2011 | Beautiful Boy                                                                               | トリッシュ           |      |
| 2012 | セッションズ The Sessions                                                                   | ヴェラ               |      |
| 2013 | パニッシュメント The Power of Few                                                           | Mala                 |      |

### テレビシリーズ
| 年        | 作品                                          | 役名                     | 備考                                             |
| --------- | --------------------------------------------- | ------------------------ | ------------------------------------------------ |
| 2002      | Just Shoot Me!                                | ペニー                   | 第7シーズン第4話「Halloween? Halloween!」        |
| 2003      | ファストレーン Fastlane                       | Maid                     | 第1シーズン第22話「Iced」                        |
| 2003      | CSI:科学捜査班 CSI: Crime Scene Investigation | Dancer                   | 第4シーズン第1話「終末の淵まで」                 |
| 2005      | NORTH SHORE ノース・ショア North Shore        | Maid                     | 第1シーズン第10話「Vice」                        |
| 2005      | 名探偵モンク Monk                             | ハーレー                 | 第3シーズン第12話「とんだバカンス」              |
| 2006-2007 | デイ・ブレイク Day Break                      | リタ・シェルテン         | 計13話出演                                       |
| 2007      | ジャーニーマン 時空を越えた赤い糸 Journeyman  | リヴィア・ビール         | 計13話出演                                       |
| 2009      | バーン・ノーティス 元スパイの逆襲 Burn Notice | ミシェル・パクソン       | 計3話出演                                        |
| 2010      | ヒューマン・ターゲット Human Target           | ジェシカ・ショウ         | 第1シーズン第10話「孤島の秘薬」                  |
| 2011      | NTSF:SD:SUV::                                 | Vivica                   | 第1シーズン第7話「Full Hauser」                  |
| 2011-2015 | フォーリング スカイズ Falling Skies           | アン・グラス             | 計51話出演 ノミネート - サターンテレビ主演女優賞 |
| 2018      | コード・ブラック 生と死の間で Code Black      | ロックス・ヴァレンズエラ | 計13話出演                                       |
| 2019-2020 | NCIS:LA 〜極秘潜入捜査班 NCIS: Los Angeles    | キャサリン・カシージャス | 計6話出演                                        |

### コンピュータゲーム
| 年   | 作品                                 | 役名                 | 備考 |
| ---- | ------------------------------------ | -------------------- | ---- |
| 1997 | Nuclear Strike                       | Naja Hana            |      |
| 2009 | ターミネーター4 Terminator Salvation | ブレア・ウィリアムズ |      |
| 2010 | DARKSIDERS 〜審判の時〜 Darksiders   | 大天使ウリエル       |      |